# Denkmal für die Gefallenen des Feldzugs von 1866

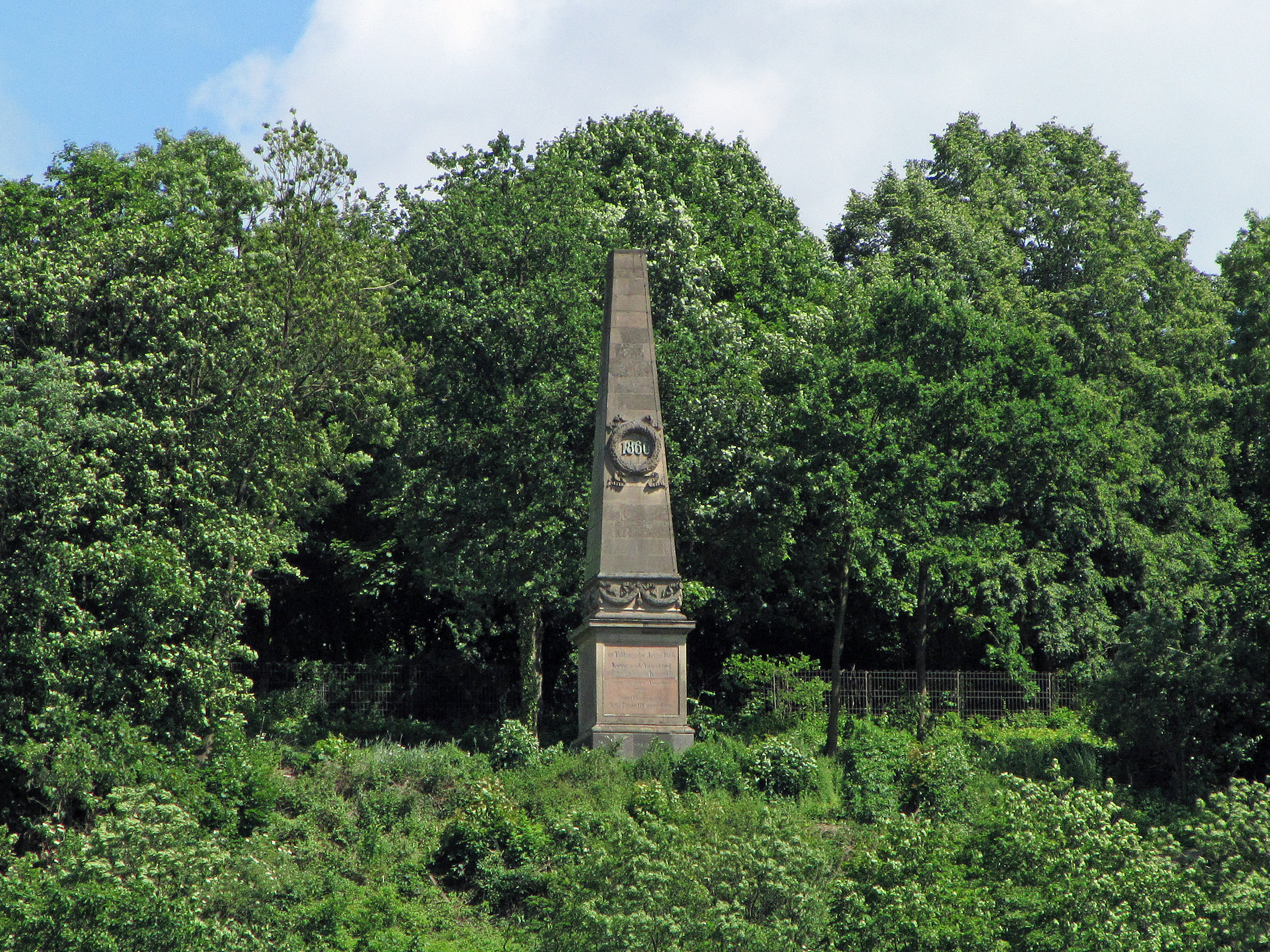
Das „Denkmal für die Gefallenen des Feldzugs von 1866“ auf dem Glockenberg in Koblenz, gesehen von den Rheinanlagen aus

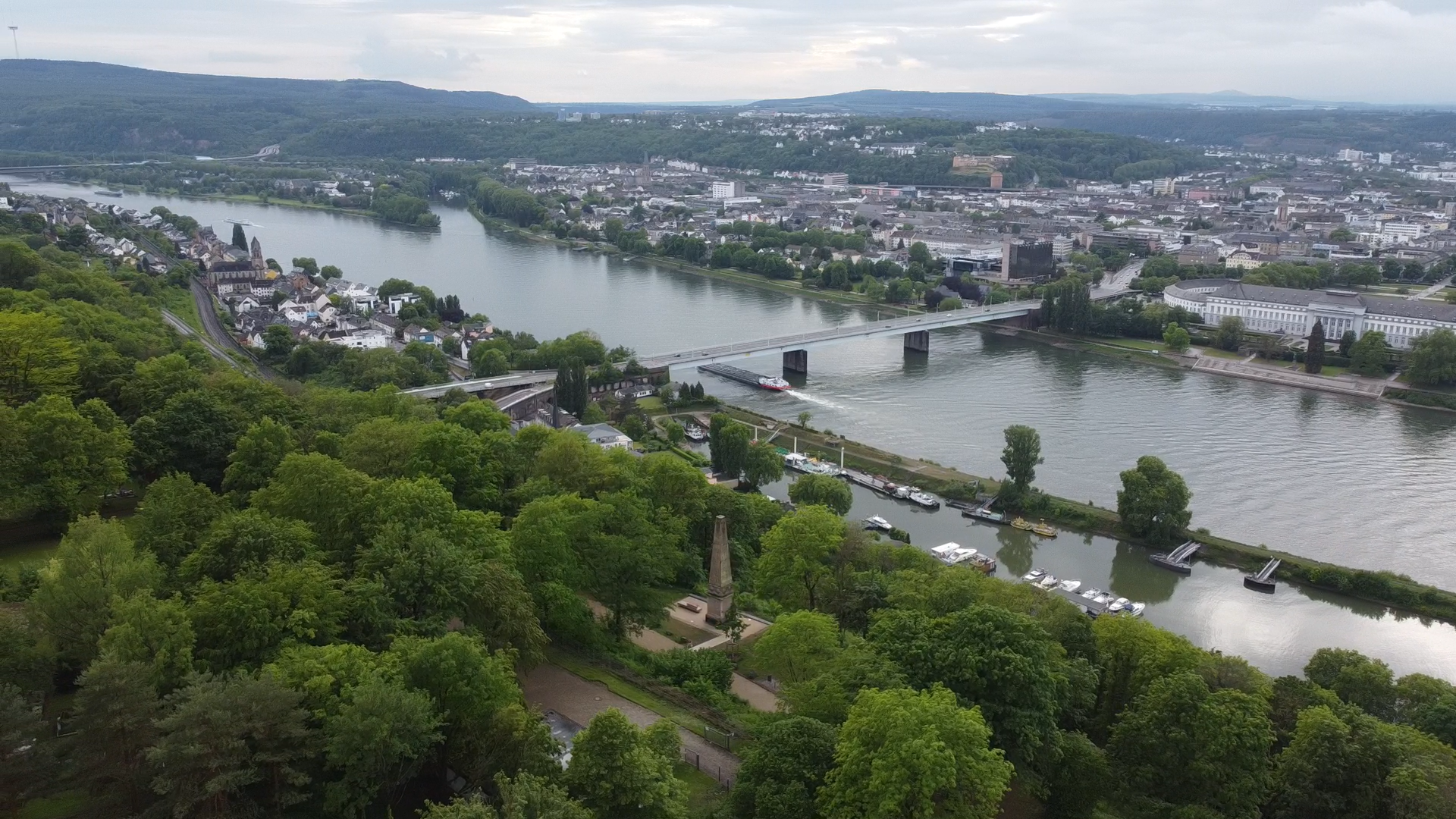
Das Denkmal aus nordöstlicher Sicht mit Blick auf die südliche Vorstadt und die Karthause, den Rhein und die zwei Rheinbrücken in Koblenz (Mai 2020)

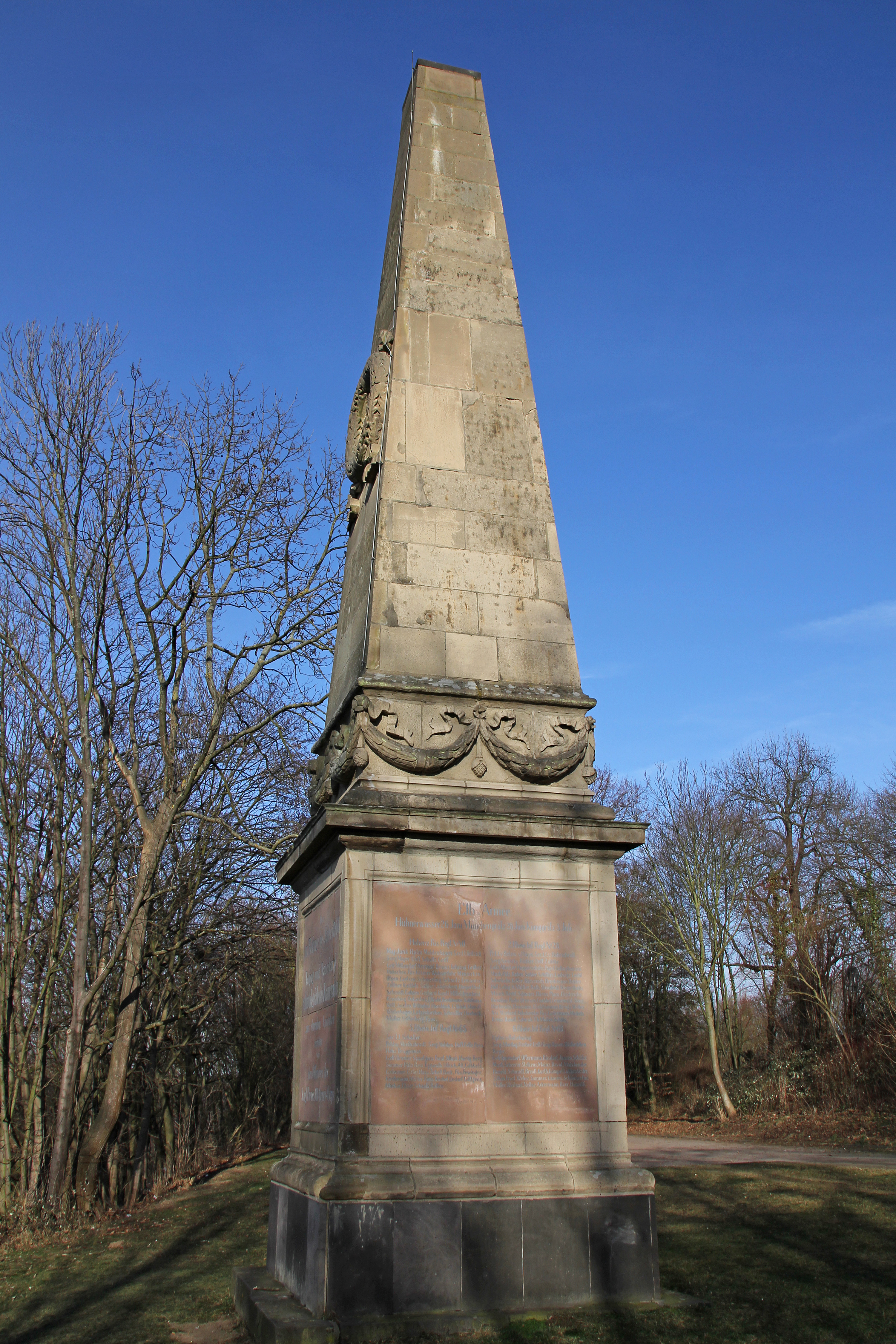
Seitenansicht des Kriegerdenkmals

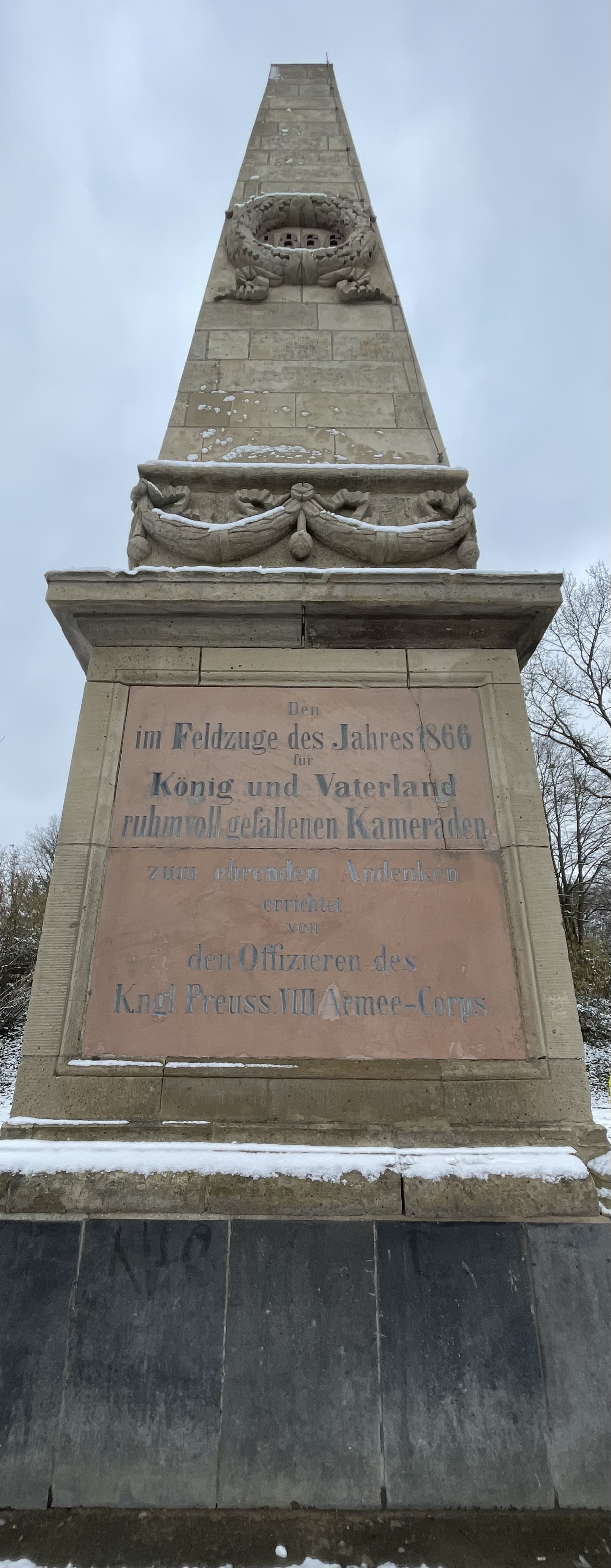
Ansicht der zum Rhein hingewandten Seite des Denkmals

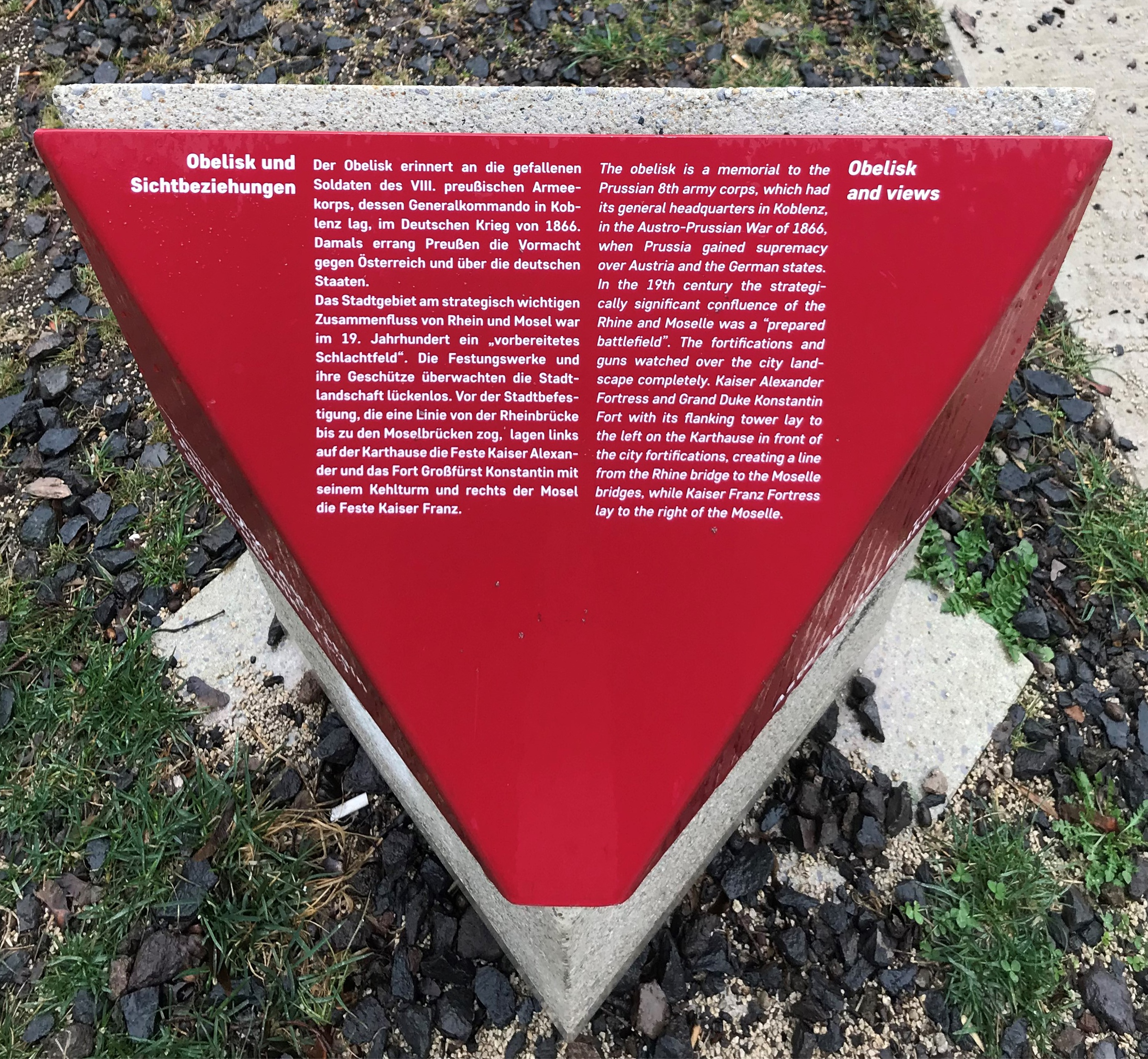
Hinweistafel am Zugangsweg zum Denkmal (2021)

Das Denkmal für die Gefallenen des Feldzugs von 1866 ist ein preußisches Kriegerdenkmal in Koblenz, das sich auf dem Glockenberg im Stadtteil Asterstein befindet. Das Denkmal wurde für im Deutschen Krieg von 1866 gefallene preußische Soldaten in der Nähe des Forts Asterstein errichtet.

## Geschichte
Bereits 1867 war der Bau des Denkmals durch eine „Allerhöchste Kabinettsordre“ genehmigt worden, im folgenden Jahr beriet eine Kommission über den Standort. 1869 ließen Offiziere des preußischen VIII. Armee-Korps das Denkmal zum Gedenken an die Gefallenen des Deutschen Krieges im Garten der Ingenieur-Offiziere westlich des Flankenturms von Fort Asterstein aufstellen. Es steht damit in der Blickachse des auf der anderen Rheinseite gelegenen Clemensplatzes, des ehemaligen großen Paradeplatzes der Stadt, steht aber auch in der Sichtweite des Kurfürstlichen Schlosses wie des gesamten Koblenzer Rheinufers. Entworfen wurde das Denkmal vom Dombildhauer Christian Mohr aus Köln. Steinmetzmeister Grot aus Brohl führte den Denkmalsbau (Gesimse und Quader) aus, die Schrifttafeln stammen vom Steinmetzmeister Wiehl aus Neuwied und die umlaufenden Reliefs von der Kölner Dombauhütte. Die feierliche Denkmaleinweihung fand am 3. Juli 1869 in Anwesenheit des Kommandierenden Generals des VIII. Armeekorps Karl Eberhard Herwarth von Bittenfeld statt. Noch bis in die 1920er-Jahre trafen sich Veteranen des Krieges zu Wiedersehensfeiern bzw. Gedenkveranstaltungen an dem Denkmal dessen Umgebung damals als Gartenanlage gestaltet war.
Im Zweiten Weltkrieg wurde das Denkmal leicht beschädigt, wobei die ursprüngliche Bekrönung des Obelisken, ein Kreuz, verloren ging, auch Teile der Inschriften wurden zerstört. Ende der 1970er-Jahre erfolgte eine Restaurierung bei der Schäden mit Kunststeinmasse ausgebessert wurden, die Bekrönung und Teile der Inschriften fehlen jedoch. Lange Zeit war das Denkmal durch Bewuchs des Hanges vom Koblenzer Rheinufer aus nicht mehr zu sehen. Nachdem es in privater Initiative freigeschnitten wurde, sorgt mittlerweile die Stadt Koblenz durch regelmäßige Pflege dafür, dass der Sichtbezug erhalten bleibt. Seit 2019 wird das Denkmal zudem nachts beleuchtet, da es nun Teil des Festungsparks am Fort Asterstein ist.

## Bau
Das Denkmal für die Gefallenen des Feldzugs von 1866 ist ein gemauerter Obelisk aus heimischen Tuffstein auf einem würfelförmigen Postament. An diesem Sockel sind drei Schriftplatten aus rotem Sandstein mit den Namen von 489 Soldaten aus 22 rheinischen, ostpreußischen, thüringischen und pommerschen Regimentern angebracht. Die Truppenteile dienten in den Reihen der sogenannten Elb- und Main-Armee. Unter den auch genannten Orten des Feldzugs finden sich Langensalza, wo die Hannoversche Armee kapitulierte, und Königgrätz, wo die österreichisch-preußische Auseinandersetzung entschieden wurde. Zwischen Obelisk und Postament verläuft rundum ein reliefartiges Festonband. Auf der dem Rhein hingewandten Seite ist in der Mitte ein Eichenkranz mit der Jahreszahl 1866 angebracht. Auf der vierten Schriftplatte am Sockel darunter steht zu lesen:
„Den im Feldzuge des Jahres 1866 für König und Vaterland ruhmvoll gefallenen Kameraden zum ehrenden Andenken errichtet von den Offizieren des Kngl. Preuss. VIII Armee-Corps“
Auf der Spitze des Obelisken befand sich eine steinerne Kopie des Erinnerungskreuzes für den Deutschen Krieg von 1866.

## Denkmalschutz
Das Denkmal für die Gefallenen des Feldzugs von 1866 ist ein geschütztes Kulturdenkmal nach dem Denkmalschutzgesetz (DSchG) und in der Denkmalliste des Landes Rheinland-Pfalz eingetragen. Es liegt in Koblenz-Asterstein am Kolonnenweg.
Seit 2002 ist das Denkmal für die Gefallenen des Feldzugs von 1866 Teil des UNESCO-Welterbes Oberes Mittelrheintal.